# Joseph Rückert
Joseph Rückert (* 1. März 1771 in Beckstein; † 7. Mai 1813 in Würzburg an „Lungensucht“) war ein deutscher Philosoph und Professor in Würzburg.
Joseph Rückert war ein Erzieher (Hauslehrer) und ehemaliger Angehöriger des Bernhardinerordens. Sein Vater war Schultheiß in Beckstein bei Lauda. Seine Mutter veranlasste vor seiner Geburt durch ein Gelübde die spätere Mönchslaufbahn. 1794 floh Rückert aus dem Kloster. Er nahm das Studium in Jena auf, wo er bei Johann Gottlieb Fichte wohnte, gegenüber dem er – seinem Selbstverständnis nach Kantianer – aber skeptisch eingestellt war. Rückerts philosophische Schrift Weltgericht der Philosophen von Thales bis zu Fichte erschien 1801 bei W. Nauck in Leipzig unter dem Pseudonym Karl Joseph. Ebenfalls 1801 erschien unter seinem wirklichen Namen Der Realismus, oder Grundsätze zu einer durchaus praktischen Philosophie bei Göschen in Leipzig. Diese Schrift gilt als seine theoretische Hauptschrift. Christoph Martin Wieland rühmte 1794 Rückert gegenüber Johann Wolfgang von Goethe.